# ソロモン・ノーサップ
ソロモン・ノーサップ（英: Solomon Northup、1807年ないし1808年7月10日 - 1863年頃？）は、アメリカ合衆国の奴隷制度廃止運動家で、回想記  "Twelve Years a Slave" (en) の著者として広く知られている。ノーサップは、解放奴隷の父と自由有色人種の母を持ち、ニューヨーク州で生まれたアフリカ系アメリカ人の自由黒人だった。彼は農家・ヴァイオリンのプロ奏者として働き、ニューヨーク州ヘブロンに土地も所有していた。1841年、彼は音楽家としてツアーに誘われ、奴隷制度が合法だったワシントンD.C.へ向かったが、ノーサップはここで薬を飲ませられ、誘拐されて奴隷にされた。その後船でニューオーリンズに連れて行かれ、プランテーション経営者に買い取られた後、アボイルズ郡を中心として、ルイジアナ州のレッド川流域で12年間奴隷として働かされた。この後、同じプランテーションで働いていたカナダ人が、誘拐され奴隷にされた住民を援助すると州法で定めていたニューヨーク州に通報するのを手助けし、ノーサップは長い奴隷生活から解放された。家族や友人はニューヨーク州知事だったワシントン・ハントに助けを求め、ノーサップは1853年1月3日に再び自由の身となった。
ワシントンD.C.の奴隷売人ジェームズ・H・バーチ（英: James H. Birch）は逮捕され裁判にかけられたが、コロンビア特別区の法律では、黒人（ノーサップ）が白人を相手取って裁判することを禁じていたため、バーチには無罪評決が下った。ノーサップを誘拐した人物は、後にニューヨーク州で居場所を突き止められ告発されたが、2年の審理の末に陪審員の忌避により中断され、ワシントンD.C.での裁判が検討されたことで結局閉廷となる。ワシントンD.C.政府はこの件の調査を行わず、結局ノーサップを誘拐して奴隷にした人物は有罪とならなかった。
再び自由の身となってから、ノーサップは回想記の執筆を始め、『12イヤーズ・ア・スレイヴ』Twelve Years a Slave とのタイトルで1853年に出版した。その後も奴隷制度廃止に向け、アメリカ合衆国北東部で自らの体験を語るスピーチを幾度も行った。歴史的記録からは1857年に姿を消しており（但し1863年のはじめに彼の生存を伝えた手紙が存在する）、ノーサップが再び誘拐されたのではないかと考える人もいるが、奴隷として良い値段で売り払うには歳を取り過ぎていることから、歴史研究家の間ではこの説は否定的に考えられている。彼の死については一切の記録が存在しない。
ノーサップの回想記は、1984年にPBSが制作したテレビ映画 "Solomon Northup's Odyssey" (en) 、2013年の映画『それでも夜は明ける』として映像化されている。後者は第86回アカデミー賞（2014年）でアカデミー作品賞を獲得した。これをきっかけに、日本でも2014年6月4日に花泉社から、既に著作権の保護期間が切れていた『12イヤーズ・ア・スレイヴ』の原著が邦訳されて出版されるに至った

## 経歴

### 家族の歴史と教育
父ミンタス（英: Mintus）は、若い頃ノーサップ家に仕えて奴隷として働いていた解放奴隷だった。ミンタスはロードアイランド州に生まれ、その後ノーサップ家の引っ越しに合わせレンセリア郡フージックに移り住んだ。ミンタスの主人だったヘンリー・ノーサップ（英: Capt. Henry Northup）はスティーヴン・ノーサップの曾孫に当たり、彼の遺志としてミンタスを解放した (Manumission) 。ヘンリー・ノーサップに解放された後、ミンタスは自分の名字として「ノーサップ」姓を引き継いだ。この名字は、記録によってノーサップ (Northup) 、ノースラップ (Northrup) などと綴られている。
ミンタス・ノーサップは、主人の死によって解放奴隷となった直後に、自由有色人種 (Free people of color) だった妻と、ニューヨーク州エセックス郡ミネルヴァへと転居した。ふたりの間には兄ジョゼフとソロモンの2人の息子が生まれ、母親の身分に子どもが従うという原則 "Partus sequitur ventrem" (en) に従って自由黒人となった。ソロモンは母について、アフリカ系アメリカ人の血を4分の1、ヨーロッパ系の血を4分の3引くことを意味する「クワドルーン」だと述べている。父ミンタスは農家として土地を所有できるほどに成功し、州の土地所有要件（英: the property requirement）を満たすことになった。州法は1821年に見直され、黒人の土地所有要件は維持されたものの、白人男性向けのものより緩和されていたので、彼らの公民権を拡大することに繋がった。当時選挙権登録には州政府に税金を納める必要があったが、ミンタスはこの要件を満たすために十分な金額を用意し選挙人登録を行った（解放奴隷だったことを考えると特筆すべきことである）。彼はまた、2人の息子に対して、当時の自由黒人としては高水準と考えられる教育を行った。少年時代、ソロモン・ジョゼフ兄弟は家族の農園で働いた。ミンタス・ノーサップ夫妻は最終的にフォート・エドワードで暮らし、ミンタスは1829年11月22日に亡くなって、ハドスン・フォールズのベイカー墓地（英: Baker Cemetery）に葬られた。

### 結婚と家族
1828年ないし1829年、ノーサップはアン・ハンプトン（英: Anne Hampton）と結婚した。ハンプトンは「有色人種の女性」（英: A "woman of color"）で、アフリカ系・ヨーロッパ系・ネイティヴ・アメリカンの血を引いていた。1830年から1834年にかけて、夫婦はフォート・エドワードやキングズベリーなど、ワシントン郡の小さなコミュニティで生活した。
夫婦には、エリザベス・マーガレット・アロンゾと3人の子どもが生まれた。家族はニューヨーク州ヘブロンで農園を所有し、様々な職に就いて収入を得ていた。後に書かれた回想記でノーサップは、妻への愛情について結婚以来「誠実で衰えないもの」（英: "sincere and unabated"）で、子どもたちを「最愛の人」（英: "beloved"）と記している。

## 仕事
ノーサップは様々な職を持っていた。いかだ乗りとして働いていたほか、ヴァイオリン弾きとして評判であり、地元の舞踏会には引っ張りだこだった。妻アンは料理人として有名であり、食事と飲み物を提供する地元のタヴァーンで働いていた。
1834年、仕事を求めたノーサップ家は農園を売り払い、20マイル (32 km)先のサラトガ・スプリングズに移り住んだ。ノーサップはサラトガ・スプリングズにある複数の有名ホテルでヴァイオリン演奏を行ったが、季節雇いをしてもらうことは難しいと悟った。彼は夏こそ忙しかったものの、それ以外の時期はさっぱりだった。このため、ヴァイオリン演奏の他にも、シャンプレイン運河や鉄道の建設に従事したほか、熟練の大工としても働いた。アンはユナイテッド・ステイツ・ホテル（英: United States Hotel）やその他の宿屋で時折料理人として働き、料理の腕は絶賛された。郡庁所在地のフォート・エドワードで法廷が開かれた時には、彼女はサンディ・ヒル（現ハドスン・フォールズ）にあるシェリルズ・コーヒー・ハウス（英: Sherrill's Coffee House）でも働いた。

### 誘拐、そして奴隷の身へ
1841年、32歳のノーサップはメリル・ブラウン（英: Merrill Brown）、エイブラハム・ハミルトン（英: Abram Hamilton）と名乗る2人の男に出会った。2人は自らをサーカス会社員の芸人だと言い、ノーサップにニューヨークでヴァイオリン奏者として公演に参加しないか持ちかけた。公演が短期的なものだと思ったノーサップは、サンディ・ヒルで働く妻アンには連絡せずに公演へ向かった。ニューヨークに着いたところで、2人はノーサップへ気前の良い賃金と帰りの旅費を提示し、ワシントンD.C.で行われるサーカスの巡業にも参加するよう説得した。ワシントンでは奴隷制が適法で、彼の身分が脅かされる可能性もあったため、一行はノーサップが自由黒人だと証明する「フリー・ペーパー」（英: "free papers"）のコピーを取得するため、一時寄り道をした。
当時のワシントンD.C.は、国内有数の奴隷市場が存在する場所でもあり、奴隷商人たちは、自由黒人を誘拐して奴隷にすることも厭わなかった。南北戦争からおよそ20年前の当時は、ディープサウスで綿花栽培が拡大されており、健康な奴隷の需要が高まっていた時期でもあった（キング・コットンも参照）。誘拐者たちは、力尽くの連行や詐欺など様々な手段を使ったが、中でもコントロールしやすい子どもの誘拐が多発していた。
「ブラウン」「ハミルトン」と名乗った男がノーサップを人事不省にしたことは容易に考え得ることで、彼が記録した症状はベラドンナまたはアヘンチンキ、もしくはその両方の中毒症状を示唆している。ノーサップはその後、逃亡奴隷と偽証されてワシントン出身の奴隷商人ジェームズ・H・バーチ（英: James H. Birch、ノーサップの著書では "Burch" と綴られている）に650ドル（2023年時点の$19,198と同等）で売却された。ノーサップはこの試練について、回想録の第2章で次のように述べている。
バーチと彼の雇った看守だったエベニーザー・ラドバーン（英: Ebenezer Radburn）は、ノーサップが自由黒人だと主張するのを黙らせるため、彼をひどく打ち付けた。バーチはまた、ノーサップをジョージア州からの奴隷と偽り、ノーサップはアメリカ合衆国議会議事堂近くにあった、ウィリアム・ウィリアムズ（英: William Williams）へ出品された。バーチはノーサップと他の奴隷たちを海路でニューオーリンズへ送り、彼の仲間のシオフィラス・フリーマン（英: Theophilus Freeman）がこの奴隷たちを売り捌いた。旅の間、ノーサップや一緒に輸送された奴隷たちは天然痘に罹り、ロバートという名前の奴隷が道半ばで死亡した。
ノーサップは、イングランド出身の船乗りジョン・マニング（英: John Manning）に対し、ニューオーリンズに着いたら、彼が誘拐され不当に奴隷にされたという手紙をヘンリー・B・ノーサップに出してくれるよう説得した。ヘンリーは弁護士で、ソロモンの父を解放したヘンリー・ノーサップの息子であり、ソロモンとは幼馴染みでもあった。ニューヨーク州議会は1840年の議会で、アフリカ系アメリカ人の住民が誘拐され、不当に奴隷にされた場合には、人権の回復に対し法的・経済的支援を行うという法律を成立させていた。ヘンリーはソロモンを助けたいと考えたが、彼がどこにいるのか分からない状況では手の出しようが無かった。

#### 最初の主人・フォード
ニューオーリンズの奴隷市場で、バーチの仲間だったフリーマンは、「プラット」（英: Platt）と名前の変えられたノーサップを、ルイジアナ州北部のレッド川流域にあるバイユー・バフ（英: Bayou Boeuf）で小さな農園を営む、教役者のウィリアム・プリンス・フォードへ売却した。フォードは当時バプテスト教会を信仰していた。ノーサップの回想記では、フォードは奴隷のことをよく考える良い所有者だったと記述されている。
パイン・ウッズ（英: Pine Woods）にあったフォードの地所で、ノーサップはフォードの農園で取れた材木の市場価格算定を任された。彼は、材木を陸送よりも安いコストで楽に運搬できることから、材木で筏を作り、細いインディアン・クリーク（英: Indian Creek）を使って川伝いに運ぶことを提案した。ノーサップはニューヨークで筏漕ぎとして働いていた経験から水運に慣れており、フォードも彼の計画が上手く行ったことに喜んだ。またノーサップは、大工としての腕を織機の複製に活かし、フォードがこの小川に水車場を作るのを助けることになった。フォードの農園ではノーサップの技能が正しく評価されていたが、フォードは経済難に喘いでおり、借金のかたとして18人の奴隷を売り払うことになった。

#### ティビッツの元へ
1842年冬、フォードはノーサップを、彼の水車場で大工として働いていたジョン・M・ティビッツ（英: John M. Tibaut）へ売却した。彼はフォードのプランテーションで、機織り小屋や製粉工場を作る手助けをしていた。ティビッツは買い取り代金の全額までは用意できなかったので、フォードはノーサップに対し400ドル（2023年時点の$12,629と同等）の動産譲渡担保を付け、これによりティビッツはフォードに借りができて、ノーサップは借金の担保として扱われた。
ティビッツの管理下で、ノーサップは残酷で衝動的な扱われ方に苦しんだ。彼はフォードの農園でノーサップを使い、完璧な建築が出来るよう自分の仕事を手伝わせた。ある時には、ノーサップが使う釘が気に入らないという理由で、彼を鞭打ったこともあったが、この時ノーサップは彼の背後に回り込み、逆にティビッツをひどく殴りつけた。激怒したティビッツは、2人の友人を誘ってノーサップにリンチを仕掛け、彼を吊したが、この行為は奴隷の主人へ法律的に許可されていたものだった。フォードの農園の監督者であるチェイピンが現れ、ティビッツにフォードへの借金を思い出させ、銃で脅して追い払ったことから、ノーサップは殺されずに住んだが、彼はフォードが帰宅し縄を切るまで、首つり縄で吊されたまま放置された。ノーサップは、ティビッツの借金が彼の命を救ったのだと考えていた。歴史学者のウォルター・ジョンソンは、ノーサップは恐らくティビッツが購入した初めての奴隷で、これが移動労働者から地所持ちの主人になる過渡期を決定づけたのだろうと示唆している。
ティビッツは地元で悪評高い人物だったが、再度ノーサップを殺そうと決意した。ティビッツは2人きりになったところで、斧を振り上げノーサップを殺そうとしたが、またもノーサップは自衛し、逆に素手でティビッツの首を絞め失神させた。ノーサップは犬に追われないよう沼地を通ってフォードの家に逃げ込み、フォードの側も彼を4日家に泊めた。フォードは彼らの諍いを収めるため、ティビッツに対してノーサップを賃貸しして、彼の仕事に見合った額をティビッツが受け取ればよいと提案した。
ティビッツはノーサップを、レッド川の南38マイル (61 km)に住んでいる農園主エルドレット（英: Eldret）へ賃貸しした。ノーサップが「巨大なサトウキビの藪」（英: "The Big Cane Brake"）と呼んだ農園で、エルドレットはノーサップをはじめとした奴隷に対し、綿花畑を作れるよう、低地広葉樹林に生えるサトウキビや雑木、下草を刈り取るよう言いつけた。5週間後、作業がまだ終わらない内に、ティビッツはノーサップをエドウィン・エップス（英: Edwin Epps）へ売り払った。

#### エップスへ売り払われる

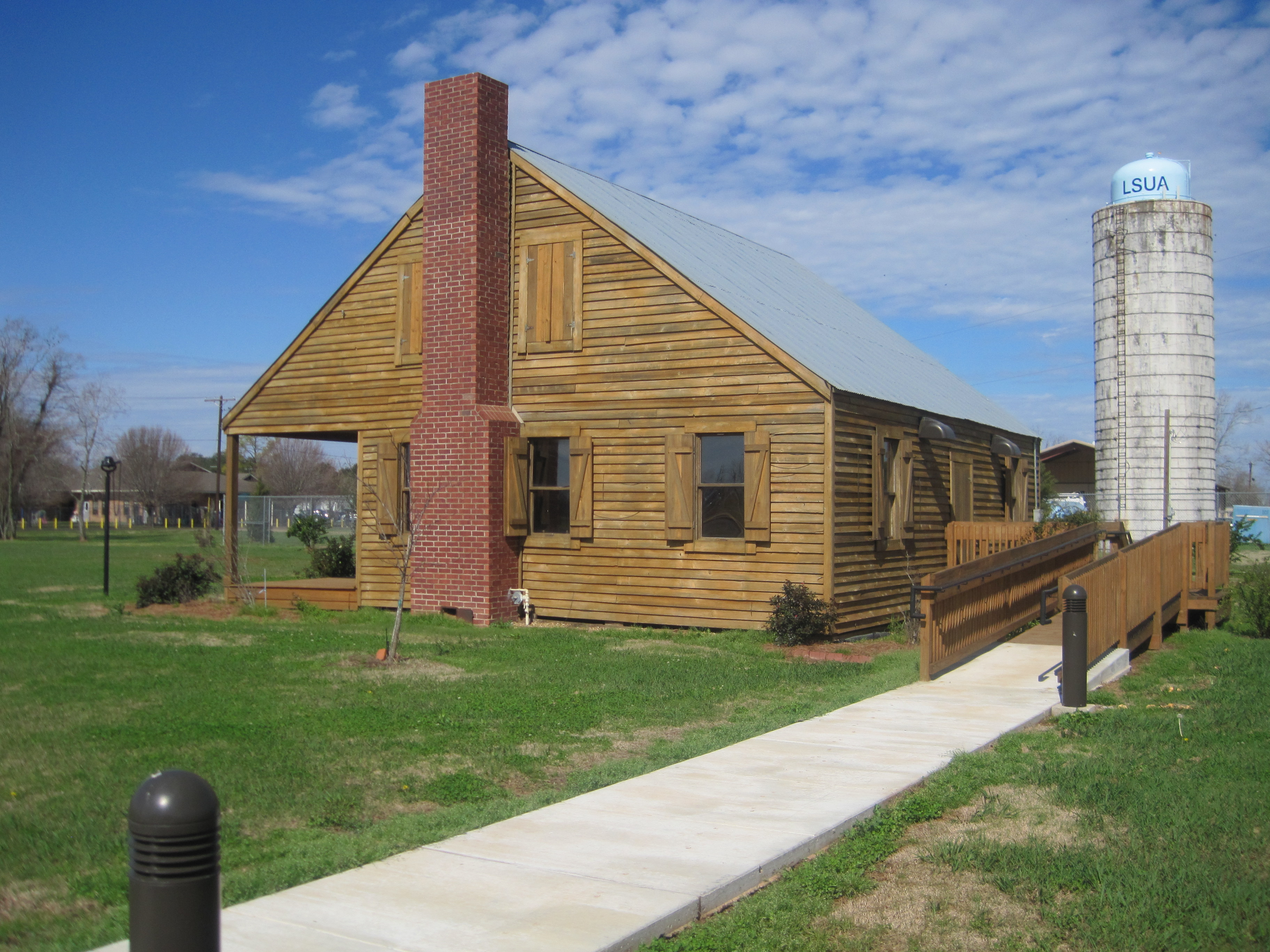
復元されたエップス農園の建物。現在はルイジアナ州立大学アレクサンドリア校の構内に建っている

エップスは、ノーサップが解放される1853年までの約10年間、アボイルズ郡で彼を働かせた。エップスは残酷な主人であり、しばしば無差別に奴隷を痛めつけては馬車馬のように働かせた。彼の方針は、大量の綿花摘みなどの日課を奴隷に課し、達成できなかったときには鞭で打つというものだった。ノーサップは、エップスの農園では日の入りから日の出まで毎日鞭打ちの音が鳴り響いていたと回想している。エップスは、若い奴隷女性のパッツィ (Patsey) を陵辱し、繰り返しレイプしていた。これは、農園の女主人だったエップスの妻が肉体的・身体的暴行を行う一因にもなった。
1852年、移動労働者のカナダ人大工サミュエル・バス（英: Samuel Bass）が仕事のためエップスの農園を訪れた。バスの奴隷制度廃止運動家としての考え方を聞いたノーサップは、彼に秘密を打ち明けることを決めたが、ノーサップが自由黒人だった身の上や本名を話したのは、奴隷にされて以来バスが初めての人間だった。バスはノーサップが書いた手紙を投函しただけでなく、彼が助けを得られるよう、ノーサップがバイユー・バフにいるという手紙を自ら書き、ノーサップが挙げた彼の友人宛に送った。
地元の人間は、個人の所有物でもある奴隷を助けて逃がそうとする人間を快くは思わなかったので、バスの行動には大きな個人的リスクが存在した。加えてバスの手助けは、奴隷の逃亡を助けた人物に連邦政府が課す罰則を強化した1850年逃亡奴隷法の成立後に行われている。

### 自由の回復
バスはノーサップのため複数の手紙を書き、うち1通はサラトガでノーサップと知り合いだった商店主シーファス・パーカーとウィリアム・ペリー（英: Cephas Parker and William Perry）の元へ届けられた。2人のどちらかがノーサップの妻アンへと手紙を転送し、彼女はミンタスの主人の息子で弁護士のヘンリー・B・ノーサップへ連絡を取った。ヘンリー・Bはニューヨーク州知事だったワシントン・ハントに連絡し、ノーサップの法的代理人として司法長官と面会した。1840年のニューヨーク州議会で成立した法律では、誘拐され奴隷にされたアフリカ系住民を州政府が援助することだけでなく、逃亡奴隷とされている人に対しても陪審裁判を行う保証も盛り込まれていた。ノーサップの家族に手紙が届いた後、彼を救出しようとする人々はノーサップの居場所を探す必要があったが、これは手紙が間違った人に渡った場合を恐れてノーサップが一時的に身を隠そうとしていたことと、バスが彼の本名を使わなかったことが原因である。ノーサップの友人たちは、彼がニューヨーク州に住む自由黒人であるという証明書を見つけ、ヘンリー・B・ノーサップはソロモンを知る人々から宣誓供述書を集めた。この間、ノーサップはバスに託した手紙が誰かに届けられたのか知らないままだった。連絡を取り合うこともできなかったが、これは秘密を守るため、またノーサップの主人に計画が露見しないようにするためだった。バスは移動労働者で、ルイジアナ州に友人と同居していた有色人種の女性がいたものの、妻と子どもたちはカナダに残したままでルイジアナに家族はいなかった。ヘンリー・B・ノーサップは、数回目の手紙のやりとりで、やっとバスからソロモンがエドウィン・エップスの農園で働かされていることを聞き出した。その後ヘンリーは、マークスヴィル（アボイルズ郡の郡庁所在地）にいる郡保安官宛に、法律を遵守し彼を解放するよう求める警告書を提出した。
ルイジアナ州選出の上院議員ピエール・スーレや地元当局の助けを受け、ヘンリー・B・ノーサップは1853年1月1日にマークスヴィルに到着した。ルイジアナ州では奴隷としての名前「プラット」で通っていたため、当初ソロモンの捜索は難航した。弁護士がエップスに対し、ノーサップが妻や子どももいる自由黒人であるという証拠を見せると、エップスは購入時にはそんなことは知らされていなかったと主張した。エップスはノーサップに力を貸した人物が誰か言うよう迫ったが、ノーサップは頑として口を割らなかった。ノーサップは後に、「[エップス]は自分の損害以外何も考えておらず、わたしが自由黒人として生まれたことをひどく罵った」と記録している。ヘンリー・B・ノーサップはエップスに対し、自由証明書に関して法廷で戦うのは無益だと納得させ、エップスも渋々これを認めて、ノーサップへのあらゆる権利を放棄する証書にサインした。バスにあってから4ヶ月後の1853年1月4日、ノーサップは遂に自由の身となった。

### 訴訟と回想記
ノーサップは、奴隷として売られた後生還した数少ない自由黒人となった。弁護士を代表し、オハイオ州選出の上院議員だったサーモン・チェイス、オーヴィル・クラーク将官、ヘンリー・B・ノーサップ、これに加えてソロモン本人が原告となり、バーチや、ワシントンで彼の誘拐に関わった人物を訴えた。ソロモンとヘンリーはニューヨークに戻る途中でワシントンD.C.に立ち寄り、警察判事にバーチを訴える法的申し立てを提出した。バーチはすぐに逮捕・起訴されたが、ノーサップは黒人が法廷で証言できないというワシントンD.C.の法律に阻まれた。バーチのほか奴隷貿易に関わった人物は、ノーサップの方から、ジョージア州から来たので売りに出してほしいと彼らに近付いてきた、と証言した。一方でバーチの取引台帳には、ノーサップの買い上げについて何の記録も残っていなかった。起訴はヘンリー・B・ノーサップや、長年ソロモンと知り合いだった白人たちが行い、彼らは「ソロモン・ノーサップはニューヨークで自由黒人として生まれ、誘拐されるまでその地位を保っていた」と証言した。バーチの話に法的に抗弁できる人物はおらず、結局バーチは無罪となった。この裁判の一方で、衝撃的な事件は国民の関心を引き、ノーサップの救出からわずか2週間後の1853年1月20日には、『ニューヨーク・タイムズ』へ裁判に関する記事が掲載されたほどだった。
無罪判決が下った後、バーチはノーサップを相手取り、不当にジョージア州出身の奴隷と偽って買い取り代金625ドルを騙し取ったとして訴えを起こした。ノーサップは自分の話の正当性を熱心に主張し、次の裁判を催促した。結局バーチは、ノーサップの抗議と弁護士の助言を受け、この訴えを取り下げた。ノーサップ自身は、バーチの訴えが彼の心証を悪くしようとしているだけだと知っていた。ノーサップが本当に「ジョージア州から来た奴隷」だと言っていたならば、解放から数日後に司法に訴え、バーチとの訴訟を起こして自分の自由を脅かすことは全く意味の無いことである。ノーサップは、サーカスの芸人だと称していたブラウンとハミルトンも訴えようとしたが、彼らが伝えたのは偽名であり、行方が分からずじまいだった。
その後、同年中にノーサップは回想記である『12イヤーズ・ア・スレイヴ』Twelve Years a Slave（1853年）を出版した。本は地元のライター・ジャーナリストだったデイヴィッド・ウィルソン（英: David Wilson）の助けを受け、3ヶ月かけて書き上げられ、その後ニューヨーク州オーバーンのダービー&ミラー (Derby & Miller) から出版された。当時は奴隷制度に疑問が投げかけられ、ハリエット・ビーチャー・ストウの『アンクル・トムの小屋』（1852年）がベストセラーになっていた頃で、ノーサップの本の売り上げもも3年で3万部に達しベストセラーとなった。
本が出版された後、ニューヨーク州フォンダ近くに住む郡判事のサディアス・セント・ジョン（英: Thaddeus St. John）は、1841年のウィリアム・ハリソン大統領の葬儀の時期に、黒人と共にワシントンD.C.を旅していたアレクサンダー・メリルとジョゼフ・ラッセルという2人の友人を思い出した。セント・ジョンはワシントンから戻って彼らと再会したが、その時には黒人は同行していなかった。彼らはかなり高額で新しいものを身に着けたり運んだりしており、セント・ジョンは最初の旅の最中奇妙な会話があったことも思い出した。彼らは黒人と同行していた時、セント・ジョンが知るメリルとラッセルという名前ではなく、ブラウンとハミルトンと呼ばれていた。セント・ジョンは当局に連絡してノーサップと面会し、1841年の列車の中で初対面したことを確認した。この身元確認が元になり、メリルとラッセルは居場所を突き止められて逮捕された。
ニューヨークでの裁判は、ノーサップとセント・ジョンを原告として1854年10月4日に始まった。この裁判では、国内の奴隷貿易における多数の不法行為が明るみに出された上、証拠を積み重ねてノーサップの経験に関する証言が裏付けられた。弁護人たちは、犯罪が行われたのがニューヨークであれワシントンであれ、ニューヨークの裁判所の司法管轄権の外にあると主張した。2年間の法廷闘争の末、ニューヨークの新しい州検察官は裁判を続行できないとし、1857年5月に閉廷した。ワシントンD.C.では訴えが却下され、ノーサップを奴隷にしたメリルとラッセルには、これ以上法の咎めが言い渡されることは無かった。

### 晩年
再び自由の身となった後、ノーサップは妻と子どもに再会した。1855年まで、彼は娘のマーガレット・スタントン（英: Margaret Stanton）の家族と共にウォーレン郡クイーンズベリーで暮らした。彼は再び大工として働いたほか、奴隷制度廃止運動家としての活動を始め、南北戦争開戦以前に北部州を回り、奴隷体験を語る講演を2ダース以上も行った。
1857年の夏中、ノーサップはカナダを訪れて複数の講演を行った。ノーサップのオンタリオ州ストリーツヴィル訪問は広く報道されたが、反感を持ったカナダ人群衆のせいで講演は中止された。彼の所在を残した記録はこれが最後で、同時代のものは全く発見されていない。1858年の新聞記事では、「誘拐され奴隷として売られたが、後に自由を回復したソロモン・ノーサップが、再び南部に誘拐されて奴隷になったと言われている」と報じられた。この直後、ヘンリー・B・ノーサップは、ソロモンは酔っ払い、カナダで誘拐されたと信じている、と発言した。
これから数年後、E・R・マンは著書 "The Bench and Bar of Saratoga County"（1876年）で、ノーサップは訴訟の前に失踪してしまったとし、「彼の運命がどんなものだったか公にはなっていないが、手に負えない誘拐者は疑いも無く知っていることだろう」と書き残しているが、これは全くの誤解である。1909年には、ヘンリー・B・ノーサップの甥であるジョン・ヘンリー・ノーサップが、「私が彼について最後に聞いたのは、ソルが本の売り上げのためにボストンでの講演に行っているという話だった。突然彼は失踪した。私たちは、彼が誘拐され、連れ去られたか殺されたのだと思っている」と書いている。一方で、1930年代に書かれたジョン・R・スミス（英: John R. Smith）による手紙では、彼の父で、ヴァーモント州のメソジスト牧師だったジョン・L・スミス（英: Rev. John L. Smith）が、南北戦争中の1860年代初頭に、ノーサップや元奴隷タブス・グロス（英: Tabbs Gross）と働き、「地下鉄道」を通じてやってくる逃亡奴隷たちを支援していたと記録している。ノーサップは、リンカーンの奴隷解放宣言後にスミス牧師の元を訪れたと言われているが、この宣言は1863年1月に出されたものである。
ノーサップは、1860年のアメリカ合衆国国政調査の段階ではその名前が記録に存在しない。1865年の国政調査では、ノーサップの名前ではなく妻アンの名前が記載されており、彼女は結婚していて未亡人ではなく、娘マーガレット、義理の息子フィリップ・スタントン（英: Philip Stanton）と共に、サラトガ郡モロー近郊に住んでいると記録されている。1870年には、アンはバートン・C・デニス（英: Burton C. Dennis）家の使用人として名前が記載されている。この頃、デニスはサンディ・ヒルのミドルワース・ハウス・ホテル（英: The Middleworth House hotel）に逗留していたが、ノーサップの名前はこのホテルの滞在人名簿の中には無い。同じ年、娘マーガレット・スタントン夫婦の名前がモローの国政調査で確認できるが、ここにもノーサップの名前は存在しない。ノーサップの息子アロンゾは、1870年の国政調査でニューヨーク州フォート・エドワードにいたことが確認されているが、彼の家族としては、アロンゾ本人に加えて、妻と娘しか記録されていない。
1875年、アン・ノーサップは、ニューヨーク州ワシントン郡のキングズベリーとサンディ・ヒルで暮らしていたことが分かっているが、この段階での国政調査の情報は「現在は未亡人である」（英: "now widowed"）というものである。アンが1876年に死んだ時、複数の新聞で彼女が未亡人だったことが伝えられた。アンを讃えるある追悼記事では、ノーサップについて「国内で自分を見世物にした挙げ句、価値の無いさすらい人になった」と記されている。
21世紀の歴史学者クリフォード・ブラウンとキャロル・ウィルソンは、ノーサップが自然死したのではないかと見ている。ノーサップは奴隷として売るには年を取り過ぎており、1850年代後半に奴隷としての売却目当てに誘拐されたことは考えにくいとされているが、彼の失踪については説明が付けられていない。

## 歴史的文献として
ノーサップによる回想記は奴隷体験記のジャンルに収められるものの、研究者のサム・ワーリー（英: Sam Worley）は、作品がこのジャンルの標準的書式になっていないと指摘している。ノーサップは白人男性のデイヴィッド・ウィルソン（英: David Wilson）の助けを受けてこの本を書いたほか、ワーリーによれば、題材に対し偏見があると信じる人もいるという。ウィルソンが回想記で自らの興味を追求したのではないかという心配もあるが、ワーリーはこれについては考慮に入れていない。彼は回想記についてこう書いている。
ノーサップの伝記を書いたデイヴィッド・フィスク（英: David Fiske）は、本の執筆におけるノーサップの役割について調べ、ノーサップが著作者であることを断言している。ノーサップの記述した回想記は、奴隷制度を専門とする多くの研究者に用いられている。ノーサップの回想記には、ワシントンでウィリアム・ウィリアムズが所有していた奴隷小屋について記載した部分があり、アメリカ合衆国議会議事堂が見える場所に建てられていたこの「イエロー・ハウス」（もしくは「ウィリアムズ・スレイヴ・ペン」）に関する記述は、コロンビア特別区の奴隷制度史の記録として研究者を助けている。

## 研究者への影響
ウルリック・ボネル・フィリップスは、自著 "Life and Labor in the Old South"（ボストン、1929年）と "American Negro Slavery"（ニューヨーク、1918年）において、元奴隷だったというノーサップの記述について信憑性を疑いつつも、回想記については「物事の底面から見た、プランテーション生活の鮮やかな記録」（英: "a vivid account of plantation life from the under side"）と述べている。研究家のケネス・M・スタンプも、自著 "The Peculiar Institution" (en) （ニューヨーク、1956年）で奴隷生活について扱ったノーサップの回想記に触れている。また、スタンリー・エルキンズも自著 "Slavery"（シカゴ、1959年）でこの回想記に触れ、歴史的に信用できる作品だとしている。
20世紀中頃からの公民権運動や、社会史・アフリカ系アメリカ人に関する研究の増加で、ノーサップの回想記に対する関心が高まった。1968年には、彼の回想記を初めて学術的に編集したものが出版された。回想記はスー・イーキンとジョゼフ・ログスドンの教授2人によって編集され、多くの注釈が付けられてルイジアナ州立大学出版局から発行され、教材や研究材料としてよく使われているほか、現在でも再版を重ねている。
1998年には、ニューヨーク州スケネクタディにあるユニオン大学の学生チームが、政治学の教授であるクリフォード・ブラウン（英: Clifford Brown）と共同でノーサップの回想記について研究している。学生たちは、ノーサップゆかりの地であるニューヨーク・ワシントンD.C.・ルイジアナ州で、写真・家系図・売買証書・地図・病院の記録などを収集した。収集された資料は、大学にあるノット記念棟（英: Nott Memorial building）で展示された。
ジェシー・ホランド（英: Jesse Holland）も、自著 "Black Men Built the Capitol"（2007年）でノーサップの記述を用いたことを記録している。

## レガシー・名誉
1999年、ノーサップの人生を讃えるため、サラトガ・スプリングズのコングレス・ブロードウェイの角に歴史記念碑が建てられた。市はまた、ノーサップを讃え、地域のアフリカ系アメリカ人の歴史に光を当て、自由と正義の尊さを教えるためとして、7月の第3土曜日を「ソロモン・ノーサップ・デイ」と定めている。2000年には、アメリカ議会図書館が、「ソロモン・ノーサップ・デイ」の取り組みについて米国民族センターに永久保存することを決めた。「ソロモン・ノーサップ・デイ—自由を讃える日」（英: "Solomon Northup Day – a Celebration of Freedom"）と銘打たれたイベントは、現在でも毎年サラトガ・スプリングズで開催されているほか、The North Country Underground Railroad Historical Association の援助を受けて、ニューヨーク州プラッツバーグでも開催されている。2015年にスキッドモア・カレッジで開かれたカンファレンスでは、連邦議会議員のポール・タンコをはじめ、ノーサップの子孫が一堂に会した。

### ノーサップを取り扱った作品
元アメリカ合衆国桂冠詩人で、ピューリッツァー賞も受賞した詩人のリタ・ダヴは、ノーサップに関する詩 "The Abduction" を最初の詩集 "The Yellow House on the Corner"（1980年）に収録している。
1984年には、ノーサップの回想記が翻案され、PBSでゴードン・パークス監督・エイヴリー・ブルックス主演のテレビ映画 "Solomon Northup's Odyssey" (en) として映像化された。
2008年、作曲家でサックス奏者のT・K・ブルーはニューヨーク州芸術評議会からの委託を受け、ノーサップの人生に触発された音楽 "Follow the North Star" を収録している。
2010年のテレビ・ミニシリーズ『アメリカ: ザ・ストーリー・オブ・アス』のエピソード "Division" ではノーサップの奴隷オークションが取り上げられ、彼の回想記に収録されているエリザという女奴隷が子どもと引き離された場面が特集された。
2013年の映画『それでも夜は明ける』（原題：12 Years a Slave）は、彼の回想記を元にジョン・リドリー脚本、スティーヴ・マックイーン監督で製作された。キウェテル・イジョフォーがノーサップを演じ、本人はアカデミー主演男優賞にもノミネートされた。作品は第86回アカデミー賞でイジョフォーの主演男優賞を含め9部門にノミネートされ、最終的にアカデミー作品賞・アカデミー脚色賞（リドリー）・アカデミー助演女優賞（ルピタ・ニョンゴ、パッツィ役）の3部門を獲得し、黒人監督による映画に対する初の作品賞となった。
2015年にリリースされたプロフェッサーA.L.I.（英: Professor A.L.I.）の曲 "Diasporal Histories" では、奴隷だったノーサップやヘンリー・ボックス・ブラウン、フレデリック・ダグラス、ハリエット・タブマンの話を織り交ぜ、さらに凍り付いた川を渡って逃げてきた架空の逃亡奴隷エリザにまつわる話が挿入されて歌詞になっている。歌詞中で、ノーサップは「ソロモンのように毒を飲まされ、口の上手い奴に盗まれた」（英: "Like Solomon fed toxins, stole by conmen."）として登場する。

## 日本語訳
- ソロモンノーサップ『12イヤーズアスレーブ それでも夜は明ける』小岩雅美 訳. 花泉社, 2014.6